# 허윤수
허윤수(1909년 2월 16일~1981년 7월 12일)는 대한민국의 정치인이다. 제4대 국회의원을 지냈다.

## 역대 선거 결과
|  | 34.87% |

|  | 58.01% |